# Heteradelphia
Heteradelphia es un género de plantas con flores perteneciente a la familia Acanthaceae. El género tiene 2 especies de hierbas que se distribuyen en el oeste de África.

## Taxonomía
El género fue descrito por Gustav Lindau y publicado en Botanische Jahrbücher für Systematik, Pflanzengeschichte und Pflanzengeographie 17: 108. 1893. La especie tipo es: Heteradelphia paulowilhelmia'

## Especies
- Heteradelphia paulojaegeria
- Heteradelphia paulowilhelmia